# Општина Бучум (Алба)
Бучум (рум. Bucium) општина је у Румунији у округу Алба.
Oпштина се налази на надморској висини од 870 m.